# Manjushri
Cette page contient des caractères spéciaux ou non latins. S’ils s’affichent mal (▯, ?, etc.), consultez la page d’aide Unicode.

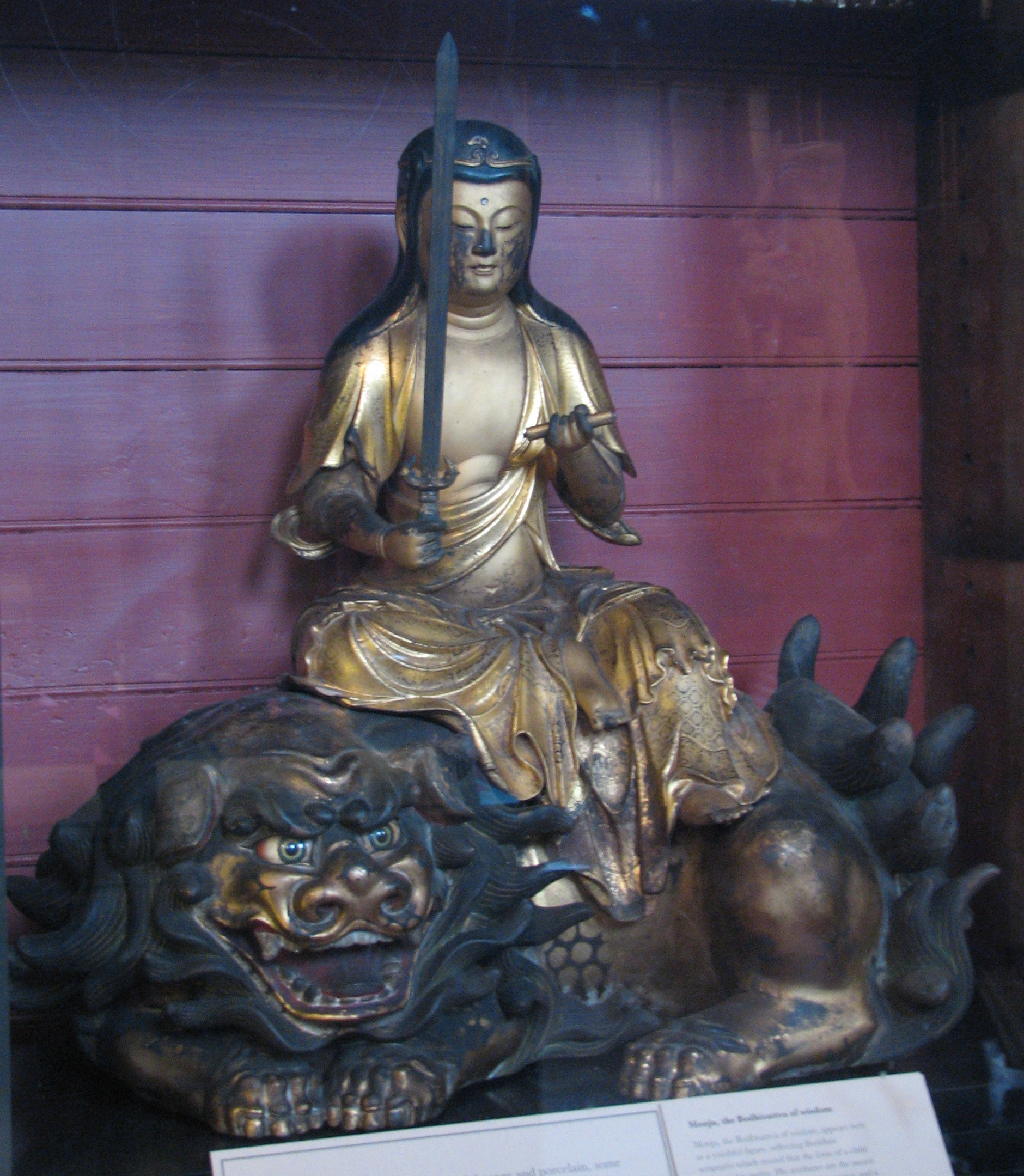
Version japonaise de Manjushri conservée au British Museum à Londres.

Mañjuśrī (ou Manjushri, sanskrit: मञ्जुश्री, Mañjuśrī) généralement connu en Chine sous le nom de Wenshu Pusa (Wénshū Púsà 文殊菩薩), au Japon sous le nom de Monju, 文殊菩薩 (Monju bosatsu), Jampelyang / Jampa  en tibétain : འཇམ་དཔལ་དབྱངས།, Wylie : 'jam dpal dbyangs, Văn-thù-sư-lợi en vietnamien, est un grand bodhisattva (Bodhisattva Mahasattva), personnification de la sagesse (Prajñāpāramitā), important dans les bouddhismes mahāyāna  et vajrayāna. Son nom signifie: Gloire gracieuse.

## Noms et rôles divers
Son nom sanskrit, une combinaison de mañju- (gracieux, doux) et de –śrī (honorable, saint, glorieux), est parfois traduit en chinois (ex : Miàoshǒu 妙首, Miàodé 妙德, Miàojíxiáng 妙吉祥), mais on l’appelle plus souvent le Wénshū Púsà (bodhisattva Wenshu), forme réduite de Wénshūshīlì 文殊師利, transcription de Mañjuśrī. Ses autres noms chinois correspondant à ses différents aspects: Rǔtóng wénshū 孺童文殊, Wenshu le jeune enfant, symbolise l’anéantissement du moi, Fǎwángzǐ 法王子, Fils du Bouddha, rappelle qu’il est parfois décrit comme son successeur dans le monde sans bouddha, Fómǔ 佛母, Mère des bouddhas évoque son éminent rôle joué dans ses vies antérieures d'être le précepteur des bodhisattvas qui sont devenus bouddhas.
Autres épithètes sanskrites: Mañjuśrī Kumārabhūta (le Juvénile), Vagishvara (Seigneur du Verbe), Mañjuśvara, Mañjupāla (Doux Protecteur), Mañjugosha (Voix Mélodieuse).
En tibétain, le nom Jampal ('jam dpal) rend compte de « Douce Gloire » ou « Doux et Glorieux », autre traduction possible du sanscrit. Jampeyang ('jam dpal dbyangs), souvent contracté en Jamyang, correspond à Mañjugosha (Voix Mélodieuse). Jamgõn ('jam mgon) traduit Mañjupāla (Doux Protecteur).
Il est parfois représenté comme un bodhisattva ordinaire, ancien brahmane compagnon du Bouddha, mais d’autres soutras en font le maître enseignant le dharma à tous les bodhisattvas, voire un bouddha qui en serait à son troisième avatar.
Ses différents aspects sont inspirés de son image dans les soutras, où les subtilités philosophiques et métaphysiques sont souvent présentées par le biais de débats entre bodhisattvas. Dans ces débats Wenshu est toujours gagnant : il représente l’un des éléments nécessaires pour atteindre l’illumination, l’intelligence (dàzhì 大智); les trois autres principaux bodhisattvas représentent la compassion (dàbēi 大悲) (Avalokiteśvara), la pratique (dàxíng 大行) (Samantabhadra), le vœu (dàyuàn 大願) (Kshitigarbha). Son importance grandit parfois jusqu’à en faire le maître des autres, il représente alors la réalisation spirituelle au plus haut niveau.
Dans les représentations tibétaines des écoles philosophiques du bouddhisme mahāyāna, Mañjuśrī est le chef de lignée Madhyamaka, Maitreya étant le patron de la lignée Cittamātra.
Comme Kşitigarbha, on considère quelquefois que le bouddha l’a désigné comme secours des âmes pendant l’âge sans bouddha, ère de désordre avant l’avènement de Maitreya. Comme Avalokiteshvara ou Amitābha, il peut être considéré comme un sauveur. Un texte bouddhiste, en rapport avec le pèlerinage du mont Wutai où Mañjuśrī apparaitrait, affirme que le fidèle qui l’a vu ou entendu sera à l’abri des vicissitudes pendant dix kalpas. Le Sūtra du Lotus et le Avatamsaka Sutra lui attribuent un paradis situé à l’Est, beaucoup moins connu il est vrai que celui d’Amitābha. Comme Avalokiteśvara, il est protéiforme; il apparaît souvent sous la forme d’un mendiant pour donner aux fidèles l’occasion de faire une bonne œuvre.
Il peut former une triade avec le Bouddha et Samantabhadra (il est à gauche et Samantabhadra à droite), ou Avalokiteśvara et Vajrapani dans le bouddhisme tibétain. Dans cette dernière école, il a une parèdre, Sarasvatī. Il se manifeste dans des lamas de la lignée gelugpa.

## Wenshu Pusa et le mont Wutai
Son culte en Chine s’est particulièrement développé à partir des Dynasties du Nord et du Sud (420 — 589) sur le mont Wutai (五台山 / 五臺山, wǔtáishān, « Montagne aux Cinq Terrasses »), le premier des  quatre monts bouddhistes, identifié au « Mont de fraîcheur » qui est son domaine dans le Avatamsaka Sutra. Il était au début surtout lié à l’école Huayan. Emporté par l'enthousiasme religieux, un prince des Qi du Nord se serait immolé au bodhisattva. Sa faveur a encore crû pendant les règnes de Wu Zetian, qui appuyait le bouddhisme pour des raisons en partie politiques, mais surtout de Daizong des Tang. Cet empereur favorisait en effet le bouddhisme tantrique qui met en avant l’aspect de sauveur du bodhisattva, particulièrement apprécié dans les temps troublés de son règne. Wénshū Púsà fut érigé en sauveur du pays ; Daizong ordonna que son effigie soit placée dans tous les monastères. Le mont Wutai devint le lieu d’implantation des premières écoles tantriques chinoises.
Une croyance populaire fait s'incarner Mañjuśrī et Samantabhadra, un autre des quatre grands bodhisattvas, maître du mont Emei (峨眉山, é méishān), dans deux orphelins élevés dans un monastère, qui seraient devenus les célèbres moines et amis Hanshan (寒山, hánshān) et Shide (拾得, shídé).
Mañjuśrī et le mont Wutai jouent un rôle dans la légende des débuts de la dynastie Qing, qui a souvent accordé sa faveur au bouddhisme tantrique. On prétend en effet que le fondateur, Nurhachi, un Jurchen, imposa le nom de Mandchous à son clan car il se considérait comme la réincarnation de Mañjuśrī. Son petit-fils qui acheva la conquête de la Chine, Shunzhi, s’intéressait au bouddhisme depuis son adolescence et aurait feint sa mort pour devenir moine sur le mont Wutai. Ces croyances ont été infirmées par les historiens, mais de nombreux textes et anecdotes de la dynastie y font allusion.

## Mañjuśrī auTibet

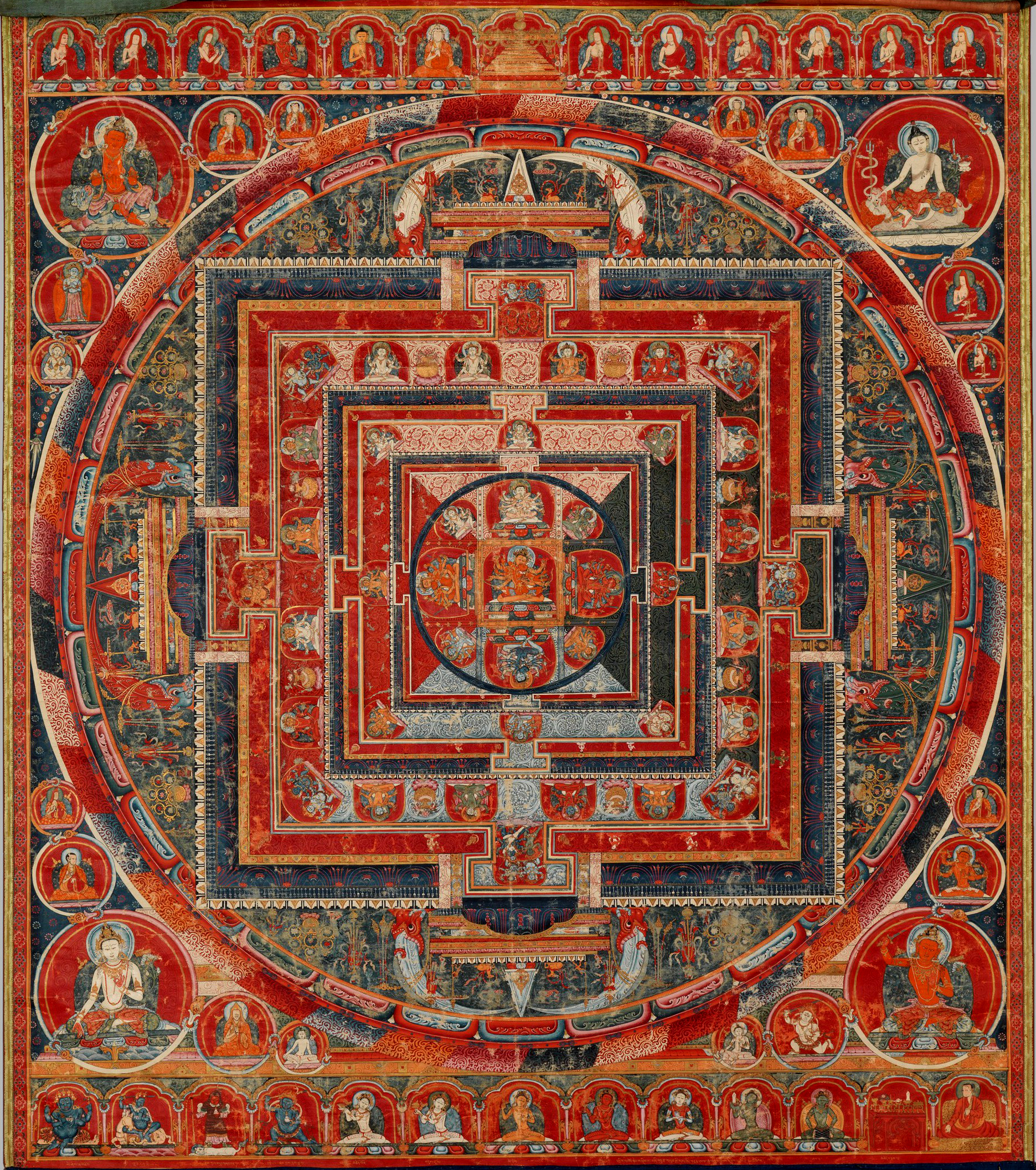
Mandala de Manjushri, Tibet, XIVe siècle, conservé au Metropolitan Museum of Art à New York.

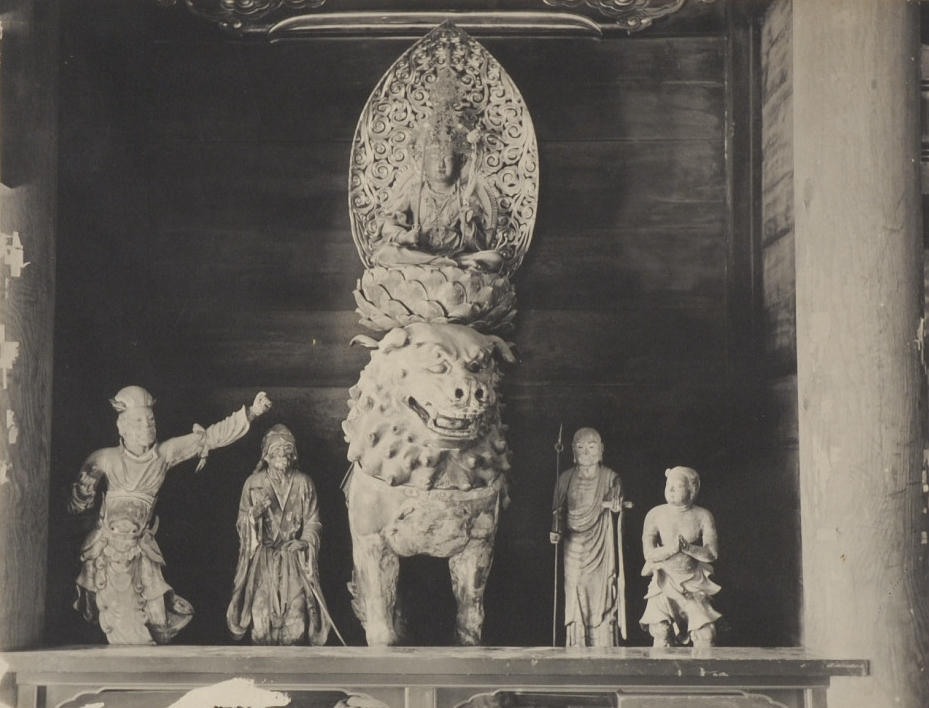
Saidai-ji

Plusieurs maîtres éminents du bouddhisme tibétain sont considérés comme émanations du Bodhisattva Mañjuśrī :
- ainsi dans la lignée Nyingma, le roi Trisong Détsen, les maitres Longchen Rabjam et Mip'am Rinpoché[2], et en général les Lamas Khyentsé.
- Chez les Sakyas, les grands maîtres Sakya Pandita et Jamyang Khyentsé Wangpo, et en général les détenteurs du trône de Sakya, dont Ngawang Kunga Tegchen Palbar, l'actuel Sakya Trizin, 41e maître de cette lignée remontant au XIe siècle.
- Chez les Kagyüs, Jamgön Kongtrul Lodrö Thayé
- Chez les Guélougs, le fondateur Djé Tsongkhapa dont la venue au Tibet a été prophétisée par Siddhartha Gautama (le Bouddha Shakyamuni).

Le Mont Wutai, dans la province du Shanxi, près de Pékin est un lieu sacré du bouddhisme à propos de Mañjuśrī, également considéré comme sacré par les bouddhistes tibétains qui s'y rendent en pèlerinage. Différents temples et monastères du bouddhisme tibétain y côtoient ceux du bouddhisme han depuis des siècles. On peut y croiser les moines d'une confessions dans les temples de ceux de l'autre confession. Des pèlerins, hans, tibétains ou d'autres minorités chinoises s'y mêlent également.
Comme la plupart des Guélougs, Tenzin Gyatso, le 14e Dalaï-lama voue un culte particulier à ce Bodhisattva. Il a donné un enseignement intitulé « L'esprit de Mañjuśrī » à New York  en mai 1998. Le 21 avril 2007, il a déclaré que « La Montagne aux Cinq Terrasses, ou Mont Wutai, en Chine est renommée pour son association avec Mañjuśrī, le Bodhisattva de la Sagesse. Mon prédécesseur, le 13e Dalaï-lama (Thubten Gyatso), a pu se rendre en pèlerinage là-bas et, depuis mon premier voyage à Chine en 1954, je chéris l'espoir que je pourrais suivre ses pas. Récemment, les autorités chinoises ont refusé ma demande, disant que les routes étaient infranchissables. Je suis sûr que la route est claire aujourd'hui. Pendant les discussions actuelles que nous avons eu avec les autorités chinoises à propos de l'autonomie tibétaine, mes émissaires ont réitéré mon souhait pour cette visite. Il y a de nombreux lieux sacrés en Chine, un pays où le bouddhisme s’est développé depuis longtemps. J'aimerais visiter certains de ces lieux. Et en même temps, pendant que je suis là-bas, j'espère pouvoir voir par moi-même les changements et les développements qui ont eu lieu en République populaire de Chine. »

## Iconographie
Mañjuśrī est en général représenté avec une épée (khadga) de feu symbolisant l’intelligence dans la main droite, et dans la gauche un livre représentant la sagesse transcendante (prajnaparamita), que son bras replié place à la hauteur du cœur. Il porte la coiffure composée de cinq éléments représentant les cinq bouddhas de sagesse.

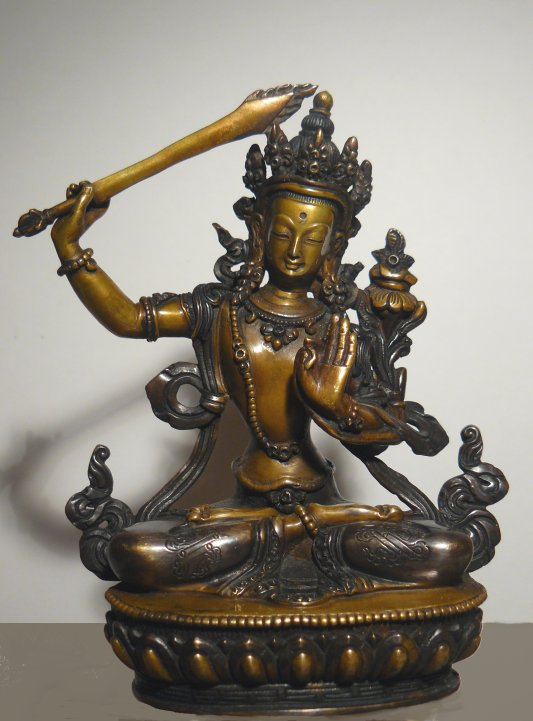
Manjusri sous forme 'Arapachana' tenant l'épée de la sagesse.

## Divinité tutélaire
Dans le bouddhisme populaire et la religion traditionnelle chinoise, Wenshu Pusa est, avec Wenchangdijun et Confucius, l’une des divinités tutélaires auxquelles on s’adresse pour obtenir le succès dans les études.
Au Népal, dont Mañjushrî est considéré comme le patron protecteur, la légende lui attribue la naissance de la vallée de Katmandou. Celle-ci était autrefois immergée sous un lac, Nag-Hrad (nom qui signifie "étang habité par un Nāga"), dont seule émergeait la colline sacrée de Svayambhu. D'un coup d'épée, en un endroit qu’il appela Kotwal, Manjusri aurait ouvert le passage à la rivière Baghmati, asséchant la vallée et permettant l'accès au sanctuaire,.

## Mantras de Mañjuśrī
Le Mantra de Mañjuśrī le plus connu est OṂ ARAPACANA DHĪH, prononcé par les Tibétains "OM A RA PA TSA NA DHIH" et par les Japonais "ON ARAHASHA NOU". Également : Om Vāgiśvari Mum. Les syllabes-germes Dhih et Mum sont associées à Mañjuśrī.
Pour avoir une bonne mémoire ou développer son intelligence on s'adresse souvent au bodhisattva de la grande sagesse, et la récitation du mantra suivant est très pratiquée en Chine: Namah samanta buddhānām. He he Kumāraka vimukti pathasthita smara smara pratijñā  svāhā.
Il existe aussi "OM HRIH DHIH MA ME DI PAM MAÑJUSHRI MUM HRIH PRAJÑA VARDHA NI HRIH DHIH SVA HA" qui, prononcé à la tibétaine donne "OM HRI DHI MA ME DI PAM MENJUSHRI MUM HRI TRAJNA WARDHA NI HRI DHI SOHA"
Atteint d'une maladie de Lyme diagnostiquée en 1991, Jeffrey Hopkins confia à Robina Courtin en 1993 l'aide récupératrice que lui apporta la récitation du mantra de Manjushri que lui donna plusieurs années plus tôt Ling Rinpoché.